# Ervin Zukanović
Ervin Zukanović (Sarajevo, 11 februari 1987) is een Bosnische voetballer die bij voorkeur als centrale verdediger speelt. In 2012 debuteerde hij in het voetbalelftal van Bosnië en Herzegovina.

## Carrière
Zukanović maakte in het seizoen 2005/06 zijn debuut in het profvoetbal in het shirt van Željezničar Sarajevo. Een jaar seizoen later vertrok hij naar Austria Lustenau. Bij beide clubs speelde hij minder dan gewenst.
Via FK Velež belandde Zukanović in Duitsland, bij KFC Uerdingen 05. Hij speelde zich er in de kijker van verscheidene clubs. Excelsior Moeskroen toonde interesse, maar FCV Dender haalde hem in de winterstop naar de Belgische eerste klasse haalde. De Bosnische verdediger werd er meteen een basisspeler, maar degradeerde op het einde van het seizoen met Dender naar tweede klasse.
De linksvoetige verdediger groeide bij het Dender van Johan Boskamp uit tot een sterkhouder, maar promotie naar de eerste klasse bleef uit. In de zomer van 2010 stapte Zukanović over naar promovendus KAS Eupen, waar hij binnengehaald werd als de opvolger van Mijat Marić. Zukanović werd een vaste waarde bij de club uit de Oostkantons, degradeerde op het einde van het seizoen ook met dit team.
In 2011 tekende de Bosniër bij het KV Kortrijk van trainer Hein Vanhaezebrouck. Samen met Baptiste Martin vormde hij er een vast duo centraal in de verdediging. Zukanović bereikte in zijn eerste seizoen voor Kortrijk meteen de bekerfinale, maar verloor daarin met 1-0 van KSC Lokeren. De club wist zich wel nog te plaatsen voor play-off I. Zukanović trok de aandacht van RSC Anderlecht, Club Brugge, PSV en Borussia Mönchengladbach.
In het voetbalseizoen 2012-13 vertrok Zukanović tijdens de wintertransferperiode van Kortrijk naar KAA Gent, waar hij een sterkhouder centraal in de verdediging moest worden. Na 34 wedstrijden in anderhalf jaar in de Jupiler Pro League verhuurde Gent Zukanović gedurende het seizoen 2014-2015 aan Chievo Verona. Dat bedong daarbij een optie tot koop. Hij kwam dat jaar 29 keer uit in de Serie A, waarna Chievo in juni 2015 de optie tot koop lichtte. Dit om hem een maand later over te doen aan UC Sampdoria, in ruil voor €2.900.000,- en Fabrizio Cacciatore.
Hij verruilde in juli 2018 AS Roma voor Genoa CFC.

## Nationaal elftal
Zukanović debuteerde in 2012 als international van Bosnië en Herzegovina. Hij maakte zijn debuut tegen Litouwen. Hij viel in de 74ste minuut in voor Senad Lulić. De volgende vier wedstrijden speelde Zukanović van de eerste tot de laatste minuut.
Bosnië en Herzegovina plaatste zich in 2014 voor het eerst voor een wereldkampioenschap, het WK 2014 in Brazilië. Zukanović behoorde tot een groep van 24 spelers in de voorselectie van het land, dat er 23 mee mocht nemen. Twee weken voor het toernooi begon, mocht Zukanović niet met de spelersgroep mee een vliegtuig naar de Verenigde Staten in. Zijn visum was niet in orde gemaakt. Zukanović uitte daarop kritiek op de Bosnische voetbalbond, wiens schuld dit volgens hem was. Bondscoach Safet Sušić reageerde daarop door Zukanović' uitlating in een persbericht "ongegrond en liefdeloos" te noemen en verwijderde hem uit de voorselectie.

## Statistieken
| Seizoen         | Club                 | Land                           | Competitie                | Competitie | Competitie | Beker | Beker | Internationaal | Internationaal | Totaal | Totaal |
| Seizoen         | Club                 | Land                           | Competitie                | Wed.       | Dlp.       | Wed.  | Dlp.  | Wed.           | Dlp.           | Wed.   | Dlp.   |
| --------------- | -------------------- | ------------------------------ | ------------------------- | ---------- | ---------- | ----- | ----- | -------------- | -------------- | ------ | ------ |
| 2005/06         | Željezničar Sarajevo | Vlag van Bosnië en Herzegovina | Premijer Liga             | 7          | 0          | 0     | 0     | —              | —              | 7      | 0      |
| 2006/07         | Austria Lustenau     | Vlag van Oostenrijk            | 2. Bundesliga             | 20         | 0          | 0     | 0     | —              | —              | 20     | 0      |
| 2007/08         | FK Velež             | Vlag van Bosnië en Herzegovina | Premijer Liga             |            |            |       |       | —              | —              |        |        |
| 2008/09         | KFC Uerdingen 05     | Vlag van Duitsland             | 3. Liga                   |            |            |       |       | —              | —              |        |        |
| 2008/09         | FCV Dender           | Vlag van België                | Jupiler Pro League        | 20         | 1          | 0     | 0     | —              | —              | 20     | 1      |
| 2009/10         | FCV Dender           | Vlag van België                | Tweede Klasse             | 33         | 1          | 2     | 0     | —              | —              | 35     | 1      |
| 2010/11         | KAS Eupen            | Vlag van België                | Jupiler Pro League        | 36         | 3          | 1     | 0     | —              | —              | 37     | 3      |
| 2011/12         | KV Kortrijk          | Vlag van België                | Jupiler Pro League        | 35         | 3          | 7     | 1     | —              | —              | 42     | 4      |
| 2012/13         | KV Kortrijk          | Vlag van België                | Jupiler Pro League        | 21         | 5          | 2     | 0     | —              | —              | 23     | 5      |
| 2012/13         | KAA Gent             | Vlag van België                | Jupiler Pro League        | 15         | 0          | 1     | 0     | —              | —              | 16     | 0      |
| 2013/14         | KAA Gent             | Vlag van België                | Jupiler Pro League        | 19         | 2          | 1     | 0     | —              | —              | 20     | 2      |
| 2014/15         | → Chievo Verona      | Vlag van Italië                | Serie A                   | 29         | 2          | 0     | 0     | —              | —              | 29     | 2      |
| 2015/16         | UC Sampdoria         | Vlag van Italië                | Serie A                   | 16         | 3          | 1     | 0     | 2              | 0              | 19     | 3      |
| 2015/16         | → AS Roma            | Vlag van Italië                | Serie A                   | 9          | 0          | 0     | 0     | 1              | 0              | 10     | 0      |
| 2016/17         | AS Roma              | Vlag van Italië                | Serie A                   | 0          | 0          | 0     | 0     | 0              | 0              | 0      | 0      |
| 2016/17         | → Atalanta Bergamo   | Vlag van Italië                | Serie A                   | 19         | 0          | 0     | 0     | —              | —              | 19     | 0      |
| 2017/18         | → Genoa CFC          | Vlag van Italië                | Serie A                   | 31         | 0          | 0     | 0     | —              | —              | 31     | 0      |
| 2018/19         | Genoa CFC            | Vlag van Italië                | Serie A                   | 25         | 0          | 2     | 0     | —              | —              | 27     | 0      |
| 2019/20         | Al-Ahli              | Vlag van Saoedi-Arabië         | Saudi Professional League | 3          | 0          | 0     | 0     | —              | —              | 3      | 0      |
| Carrière totaal | Carrière totaal      | Carrière totaal                | Carrière totaal           | 338        | 20         | 16    | 1     | 3              | 0              | 357    | 21     |